# Żyworódka Daigremonta

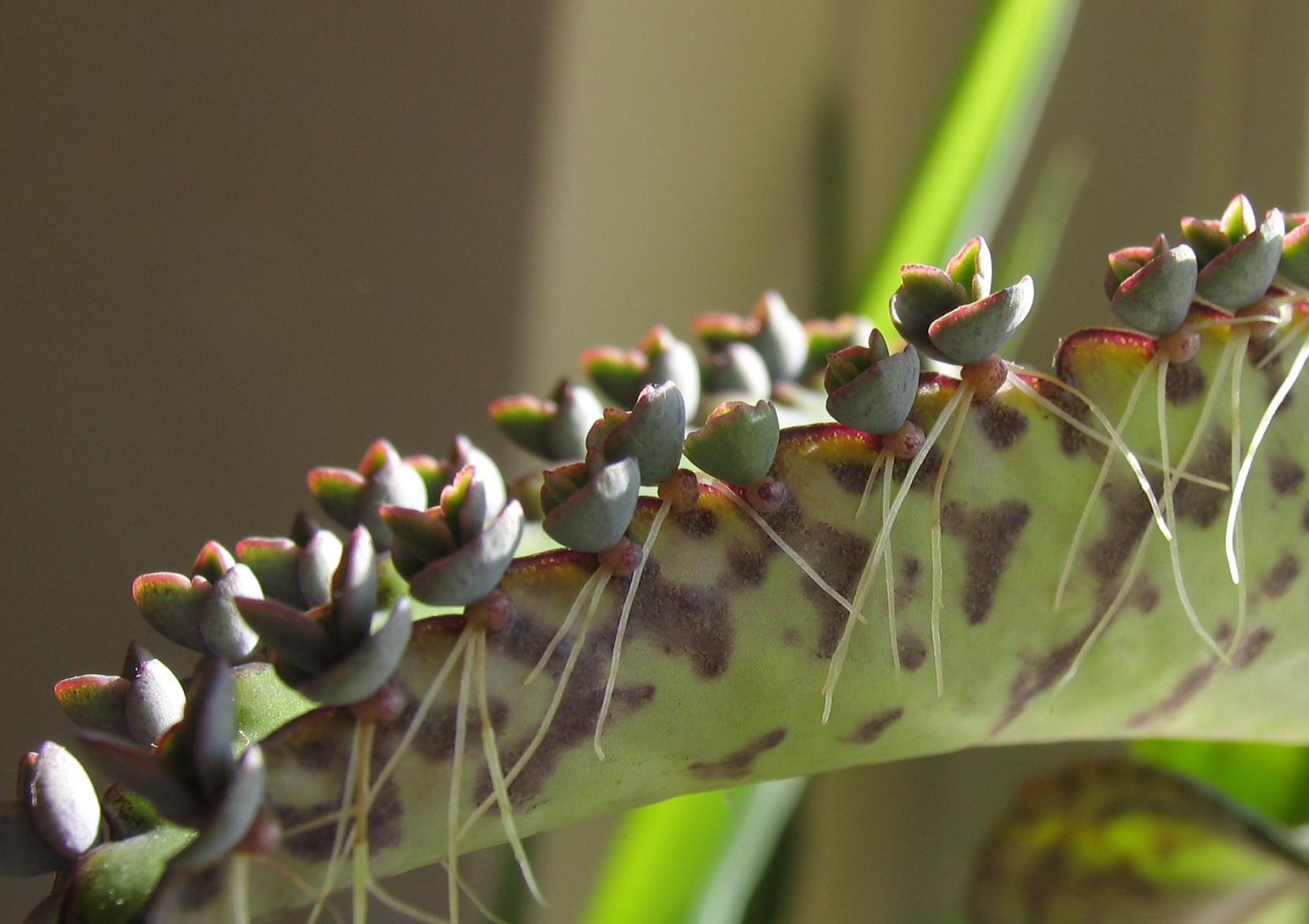
Liść z rozmnóżkami

Żyworódka Daigremonta, kalanchoe Daigremonta (Kalanchoe daigremontiana) – gatunek rośliny z rodziny gruboszowatych. Pochodzi z tropikalnych obszarów Madagaskaru. Jest jedną z kilku gatunków żyworódek uprawianych jako rośliny pokojowe. Wszystkie części rośliny są trujące.

## Morfologia
Rośliny osiągają około 1,5 m wysokości. Wykształcają na krawędziach wyrośniętych liści rozmnóżki z korzeniami.